# Nhà hát Ateneum
Nhà hát Ateneum ở Warsaw (tiếng Ba Lan: Teatr Ateneum im. Stefana Jaracza w Warszawie Stefana Jaracza w Warszawie) là một nhà hát kịch Ba Lan được thành lập vào năm 1928. Nó nằm trong một tòa nhà được xây dựng một năm trước đó và thời Đệ nhi Cộng hòa Ba Lan, làm trụ sở cho Liên minh Công nhân Đường sắt PKP chuyên nghiệp với văn phòng trên lầu. Sau chiến tranh Thế giới II, cấu trúc tòa nhà bị hư hại nghiêm trọng đã được khôi phục lại như trước đây với các quỹ công cộng. Nhà hát do nhà nước mở cửa trở lại vào năm 1951; được đặt theo tên của giám đốc đầu tiên của nó, Stefan Jaracz, người đã nổi tiếng từ trước chiến tranh 

## Lịch sử
Nhà hát Ateneum bắt đầu như một sân khấu thử nghiệm với hồ sơ chính trị - xã hội mạnh mẽ, dưới cái tên từ cảm hứng tiên phong The Outpost of Spoken Word (Placówka ywego Słowa). Tuyên ngôn nghệ thuật của nó ảnh hưởng bởi khu phố Warsaw vô sản chủ yếu ở Powiśle nơi nó được thành lập.

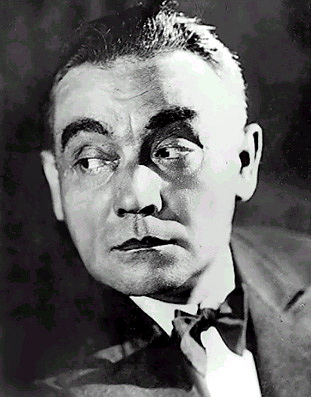
Đạo diễn Stefan Jaracz

Hai năm tồn tại, định hướng nghệ thuật của Ateneum được tiếp quản bởi diễn viên nổi tiếng Stefan Jaracz (1930). Ông làm việc ở đó cho đến khi Đức Quốc xã xâm lược Ba Lan, chia sẻ trách nhiệm của mình với Leon Schiller vào mùa 1932 - 33, và với Karol Adwentowicz (1934). Cùng nhau, họ đã nâng cao danh tiếng của sân khấu là một trong những tiếng nói hàng đầu cho đội ngũ trí thức mới của Ba Lan. Các màn trình diễn đột phá bao gồm Cảnh đường phố của Elmer Rice (1930), Cái chết của Danton bởi Georg Büchner (1931), Senat Szaleńców - nạn nhân cuộc diệt chủng Holocaust của Janusz Korczak (1931), Sa hoàng Lénine của François porché (1932) Zeittheater của thời đại, Thuyền trưởng của Köpenick của Carl Zuckmayer (1932) và Trung Quốc hãy gầm lên! của Sergei Tretyakov (1933); không thể không kể đến những quý bà và chồng nổi tiếng (Damy i Huzary) của Aleksander Fredro (1932) và Ngôi nhà Opera của Michał Bałucki.